# Paul Krause
Paul Krause (ur. 27 grudnia 1905 w Głogowie, zm. 19 października 1950 w Lippstadt) niemiecki polityk, działacz Niemieckiej Partii Centrum, poseł pierwszej kadencji Bundestagu.
W latach 1927–1929 był redaktorem wydawanego w Szprotawie czasopisma "Sprottauer Neueste Nachrichten". W 1932 ożenił się w Szprotawie z Felizitas Leppich.
W latach 1934–1943 pracował jako dziennikarz i redaktor w dzienniku "Sprottauer Tageblatt", podpisujący się pseudonimem "pkr". Był jednym z głównych organizatorów pierwszego spotkania wypędzonych szprotawian, w 1949 w Lippstadt (Westfalia). Wzmiankowany w powojennej prasie ziomkowskiej "Sagan-Sprottauer Heimatbriefe".